# 5.º Regimiento de Entrenamiento de la Fuerza Aérea de Campo
El 5° Regimiento de Entrenamiento de Campo de la Luftwaffe (Feld-Ausbildung-Regiment der Luftwaffe. 5) fue una unidad militar de la Luftwaffe durante la Segunda Guerra Mundial.

## Historia
Formada en enero de 1943 en Deblin-Irena, VIII Comando Administrativo Aéreo, desde el 82° Regimiento Aéreo. En julio de 1943 es reducida y renombrado 5° Batallón de Reemplazo de la Fuerza Aérea de Campo.

## Comandantes
- Teniente General Alfred Sturm – (enero de 1943 – 22 de marzo de 1943)
- Capitán Hans-Martin Lenz – (22 de marzo de 1943 - ?)
- Capitán Walter Lohmann – (? – 17 de mayo de 1943)